# Treviso Foot-Ball Club 1993 1999-2000
Questa voce raccoglie le informazioni riguardanti il Treviso Foot-Ball Club 1993 nelle competizioni ufficiali della stagione 1999-2000.

## Stagione

Il neoacquisto Fausto Pizzi

Nella stagione 1999-2000 il Treviso, allenato per il terzo e ultimo anno di fila da Gianfranco Bellotto, è giunto all'ottavo posto nel campionato di Serie B totalizzando 51 punti, gli stessi dell'Empoli, con una impeccabile regolarità ne ha raccolti 25 nel girone di andata e 26 nel ritorno. In precedenza, in estate la squadra è stata eliminata nella fase a gironi di Coppa Italia nel girone 5, che l'ha vista contrapposta a Reggina, Cosenza e Gualdo, mancando la qualificazione al secondo turno solo per la peggiore differenza reti nei confronti degli amaranto calabresi. Due giocatori si sono messi in grande evidenza in questa stagione trevigiana, il vicentino Luigi Beghetto autore di 17 reti ed il modenese Luca Toni con 16 reti.

## Divise e sponsor
In questa stagione a cavallo di due secoli, lo sponsor tecnico è stato Lotto, mentre lo sponsor ufficiale Segafredo Zanetti.
| Casa |

## Rosa
| N. |                   | Ruolo | Calciatore                  |
| -- | ----------------- | ----- | --------------------------- |
| 1  | Italia (bandiera) | P     | Gabriele Aldegani           |
| 2  | Italia (bandiera) | D     | Matteo Centurioni           |
| 3  | Italia (bandiera) | D     | Alessandro Orlando          |
| 4  | Italia (bandiera) | D     | Paolo Ziliani               |
| 5  | Italia (bandiera) | C     | Federico Crovari            |
| 6  | Italia (bandiera) | D     | Massimo Susic               |
| 6  | Italia (bandiera) | D     | Gianfranco Circati          |
| 7  | Italia (bandiera) | A     | Roberto Rambaudi            |
| 8  | Italia (bandiera) | C     | Fausto Pizzi                |
| 9  | Italia (bandiera) | A     | Luigi Beghetto (capitano)   |
| 10 | Italia (bandiera) | C     | Damiano Longhi              |
| 11 | Italia (bandiera) | C     | Giammarco Frezza            |
| 11 | Italia (bandiera) | A     | Denis Godeas                |
| 12 | Italia (bandiera) | P     | Alessio Assogna             |
| 13 | Italia (bandiera) | D     | Paolo Bianco                |
| 14 | Italia (bandiera) | D     | Francesco Bellucci          |
| 15 | Italia (bandiera) | C     | Diego Bortoluzzi (capitano) |
| 16 | Italia (bandiera) | C     | Manuel Cristofari           |

| N. |                    | Ruolo | Calciatore              |
| -- | ------------------ | ----- | ----------------------- |
| 17 | Italia (bandiera)  | D     | Giacomo Filippi         |
| 18 | Italia (bandiera)  | D     | William Pianu           |
| 19 | Italia (bandiera)  | C     | Massimo Gobbi           |
| 20 | Italia (bandiera)  | A     | Saimon Zalla            |
| 21 | Italia (bandiera)  | C     | Giovanni Bosi           |
| 22 | Italia (bandiera)  | P     | Marco Fortin            |
| 23 | Italia (bandiera)  | A     | Riccardo Rimondini      |
| 24 | Italia (bandiera)  | A     | Marco Mazzeo            |
| 25 | Italia (bandiera)  | C     | Fabiano Ballarin        |
| 26 | Brasile (bandiera) | C     | Pelado                  |
| 27 | Italia (bandiera)  | A     | Gianluca Temelin        |
| 28 | Italia (bandiera)  | C     | Federico Smanio         |
| 29 | Italia (bandiera)  | A     | Giuseppe Giglio         |
| 30 | Italia (bandiera)  | A     | Luca Toni               |
| 32 | Italia (bandiera)  | D     | Alessandro De Bortoli   |
| 33 | Italia (bandiera)  | C     | Pasquale Domenico Rocco |
| 31 | Italia (bandiera)  | A     | Maurizio Porcu          |
|    | Italia (bandiera)  | C     | Jacopo Colombo          |

## Risultati

### Serie B

#### Girone di andata
| Arbitro: | De Santis (Tivoli) |

|  |           |             |
|  | Marcatori | 58’ Viviani |

| Arbitro: | Fausti (Milano) |

|                             |           |                    |
| Caccia 30’, 42’ (rig.), 52’ | Marcatori | 58’ Pizzi 91’ Toni |

| Arbitro: | Trentalange (Torino) |

|                    |           |             |
| Pizzi 37’ Toni 70’ | Marcatori | 76’ Scienza |

| Arbitro: | Strazzera (Trapani) |

|                 |           |  |
| Ghirardello 70’ | Marcatori |  |

| Arbitro: | Zaltron (Bassano del Grappa) |

|                               |           |                     |
| L. Beghetto 23’, 57’ Toni 35’ | Marcatori | 85’ (rig.) Bonacina |

| Arbitro: | Nucini (Bergamo) |

|            |           |              |
| Fanesi 74’ | Marcatori | 51’ Ballarin |

| Arbitro: | Cassarà (Palermo) |

|                          |           |                              |
| M. Rossi 7’ Vukoja 45+1’ | Marcatori | 53’ L. Beghetto 55’ Ballarin |

| Arbitro: | Pirrone (Messina) |

|                                                      |           |                    |
| Pizzi 8’, 81’ L. Beghetto 45+2’ Toni 52’ (rig.), 68’ | Marcatori | 79’ (rig.) Schwoch |

| Ravenna 31 ottobre 1999 9ª giornata | Ravenna            | 0 – 0 | Treviso | Stadio Bruno Benelli\| Arbitro: \| Bolognino (Milano) \| |
| Arbitro:                            | Bolognino (Milano) |       |         |                                                          |

| Arbitro: | Gabriele (Frosinone) |

|                                        |           |            |
| L. Beghetto 18’ Toni 38’ Rimondini 68’ | Marcatori | 7’ Cordone |

| Arbitro: | Racalbuto (Gallarate) |

|             |           |  |
| Mignani 18’ | Marcatori |  |

| Arbitro: | Guiducci (Arezzo) |

|                             |           |                  |
| L. Beghetto 49’, 71’ (rig.) | Marcatori | 27’ (rig.) Tatti |

| Arbitro: | Fausti (Milano) |

|                       |           |  |
| Doriva 16’ Casale 92’ | Marcatori |  |

| Arbitro: | Braschi (Prato) |

|                     |           |  |
| Toni 3’ Crovari 27’ | Marcatori |  |

| Arbitro: | Messina (Bergamo) |

|                      |           |  |
| Banchelli 55’ (rig.) | Marcatori |  |

| Arbitro: | Strazzera (Trapani) |

|                 |           |            |
| F. Bellucci 24’ | Marcatori | 14’ Yllana |

| Arbitro: | Guiducci (Arezzo) |

|                          |           |  |
| Strada 74’ Francioso 91’ | Marcatori |  |

| Arbitro: | Gabriele (Frosinone) |

|          |           |  |
| Toni 45’ | Marcatori |  |

| Arbitro: | Soffritti (Ferrara) |

|                        |           |  |
| Guidoni 29’ Melosi 42’ | Marcatori |  |

#### Girone di ritorno
| Arbitro: | Bertini (Arezzo) |

|                              |           |  |
| Bernardini 26’ Comandini 89’ | Marcatori |  |

| Arbitro: | Borriello (Mantova) |

|                         |           |                   |
| Bortoluzzi 17’ Toni 70’ | Marcatori | 94’ (aut.) Bianco |

| Arbitro: | Serena (Bassano del Grappa) |

|                       |           |  |
| Barollo 14’ Taldo 74’ | Marcatori |  |

| Arbitro: | Strazzera (Trapani) |

|                                         |           |  |
| Bortoluzzi 26’ Toni 70’ L. Beghetto 85’ | Marcatori |  |

| Arbitro: | Soffritti (Ferrara) |

|           |           |                |
| Topic 13’ | Marcatori | 21’ Bortoluzzi |

| Arbitro: | Saccani (Mantova) |

|                                              |           |                     |
| Di Fabio 31’ (aut.) L. Beghetto 50’ Toni 56’ | Marcatori | 45+1’, 60’ Citterio |

| Arbitro: | Bazzoli (Merano) |

|                                  |           |                              |
| L. Beghetto 17’ Pizzi 85’ (rig.) | Marcatori | 18’ F. Giampaolo 80’ Palumbo |

| Arbitro: | Nucini (Bergamo) |

|                         |           |                                         |
| Schwoch 12’, 67’ (rig.) | Marcatori | 9’ L. Beghetto 63’ Crovari 83’ Ballarin |

| Arbitro: | Zaltron (Bassano del Grappa) |

|          |           |            |
| Toni 43’ | Marcatori | 69’ Grabbi |

| Arbitro: | Gabriele (Frosinone) |

|             |           |  |
| Miccoli 72’ | Marcatori |  |

| Treviso 9 aprile 2000 30ª giornata | Treviso             | 0 – 0 | Empoli | Stadio Omobono Tenni\| Arbitro: \| Castellani (Verona) \| |
| Arbitro:                           | Castellani (Verona) |       |        |                                                           |

| Arbitro: | Soffritti (Ferrara) |

|            |           |                 |
| Pisano 13’ | Marcatori | 29’ L. Beghetto |

| Arbitro: | Castellani (Verona) |

|              |           |  |
| Ballarin 80’ | Marcatori |  |

| Arbitro: | Soffritti (Ferrara) |

|                          |           |                                |
| Solimeno 25’ Madonna 54’ | Marcatori | 39’ Bortoluzzi 62’ L. Beghetto |

| Arbitro: | Castellani (Verona) |

|                                       |           |                                                 |
| Toni 36’ Filippi 45+1’ Bortoluzzi 48’ | Marcatori | 25’ (aut.) Bortoluzzi 80’ Banchelli 84’ Colombo |

| Arbitro: | Saccani (Mantova) |

|                         |           |          |
| Hubner 7’ Bonazzoli 10’ | Marcatori | 40’ Toni |

| Arbitro: | Soffritti (Ferrara) |

|           |           |                |
| Pizzi 85’ | Marcatori | 60’ Carparelli |

| Arbitro: | Farina (Novi Ligure) |

|                               |           |          |
| D. Franceschini 5’ Corini 25’ | Marcatori | 90’ Toni |

| Arbitro: | Branzoni (Pavia) |

|                                                                             |           |                |
| Pianu 18’ Pizzi 48’ Temelin 51’ L. Beghetto 54’, 70’ (rig.), 75’ Pagano 80’ | Marcatori | 28’ Di Michele |

### Coppa Italia

#### Fase preliminare girone 5
| Arbitro: | Cassarà (Palermo) |

|  |           |                        |
|  | Marcatori | 22’ (rig.) L. Beghetto |

| Arbitro: | Fausti (Milano) |

|                         |           |        |
| Toni 35’ Bortoluzzi 60’ | Marcatori | 5’ Apa |

| Reggio Calabria 22 agosto 1999 3ª giornata | Reggina          | 0 – 0 | Treviso | Stadio Oreste Granillo\| Arbitro: \| Paparesta (Bari) \| |
| Arbitro:                                   | Paparesta (Bari) |       |         |                                                          |

| Treviso 25 agosto 1999 4ª giornata | Treviso          | 0 – 0 | Reggina | Stadio Omobono Tenni\| Arbitro: \| Nucini (Bergamo) \| |
| Arbitro:                           | Nucini (Bergamo) |       |         |                                                        |

| Arbitro: | Castellani (Verona) |

|                        |           |                       |
| Zalla 22’ Ballarin 71’ | Marcatori | 62’ (aut.) Centurioni |

| Arbitro: | P. Rossi (Ciampino) |

|  |           |             |
|  | Marcatori | 82’ Crovari |